# Auto Express
Auto Express — еженедельный британский автомобильный журнал, издаваемый Dennis Publishing с 1988 года. Единственный еженедельный конкурент популярного издания Autocar. Сотрудничает с немецким журналом Auto Bild и французским Auto Plus.
В 2011 году являлся самым продаваемым автомобильным журналом в Великобритании.

## История
Первый выпуск журнала вышел в сентябре 1988 года. Цель издания заключалась в публикации автомобильных новостей, описания транспортных средств, дорожных испытаний, шпионских фотографий, иллюстраций к ожидаемым автомобилям, писем и отзывов читателей, независимых тестов, каталогов цен, новостей из мира автоспорт и тому подобного.
В 2001 году изданием было проведено первое исследование удовлетворенности клиентов Driver Power, которое впоследствии стало одним из крупнейших и наиболее уважаемых исследований в Великобритании. С тех пор журнал ежегодно публикует список 100 лучших и худших автомобилей по мнению редакции и читателей.
Юбилейный тысячный экземпляр популярного издания был опубликован 20 февраля 2008 года. В 2011 году Auto Express был самым продаваемым британским автомобильным журналом с тиражом в 60 840 экземпляров.